# Ангел Довгірд
Ангел Довгірд (пол. Anioł Dowgird, лит. Angelas Daugirdas; 1776—1835) — польський та литовський філософ Просвітництва.
Довгірд навчався в єзуїтських і піарійських школах, після чого сам вступив до ордену піарів і прийняв священний сан. Згодом він викладав у піарських школах і певний час був професором логіки та етики у Вільнюському університеті.
Довгірд визначав походження своїх поглядів з емпіризму Джона Локка, Шотландської школи здорового глузду та «Критики чистого розуму» Іммануїла Канта. Проте на відміну від Канта, він приписував часу і простору реальне існування, незалежне від людини.

## Праці
- «O logice, metafizyce i filozofji moralnej» (Про логіку, метафізику та моральну філософію)
- «Wykład przyrodzonych myślenia prawideł, czyli logika teoretyczna i praktyczna» (Трактат про природні закони мислення, або Теоретична та практична логіка)
- «Rezczywistość poznań ludzkich» (Реальність людського досвіду)[3]

Він також написав декілька проповідей і залишив рукописний трактат про філософію Канта.